# Enterokutane Fistel
Eine enterokutane Fistel ist ein nicht natürlicher Verbindungsgang zwischen dem Darm und der Haut.

## Entstehung
Enterokutane Fisteln entstehen als Folge entzündlicher Darmerkrankungen (Morbus Crohn, Colitis ulcerosa) oder als Komplikation nach chirurgischen Eingriffen am Magen-Darm-Trakt. Im letzten Fall sind sie häufig Folge einer Anastomoseninsuffizienz.
Selten werden enterokutane Fisteln bewusst operativ angelegt, um den Darm zu entlasten. Man spricht dann auch von einer Enterostomie.

## Behandlung
Die Behandlung ist in der Regel operativ. Bei Fisteln ohne Peritonitis kann allerdings oft auch abwartend vorgegangen werden, da sie sich in vielen Fällen spontan verschließen.